# 안시성 (프랑스)

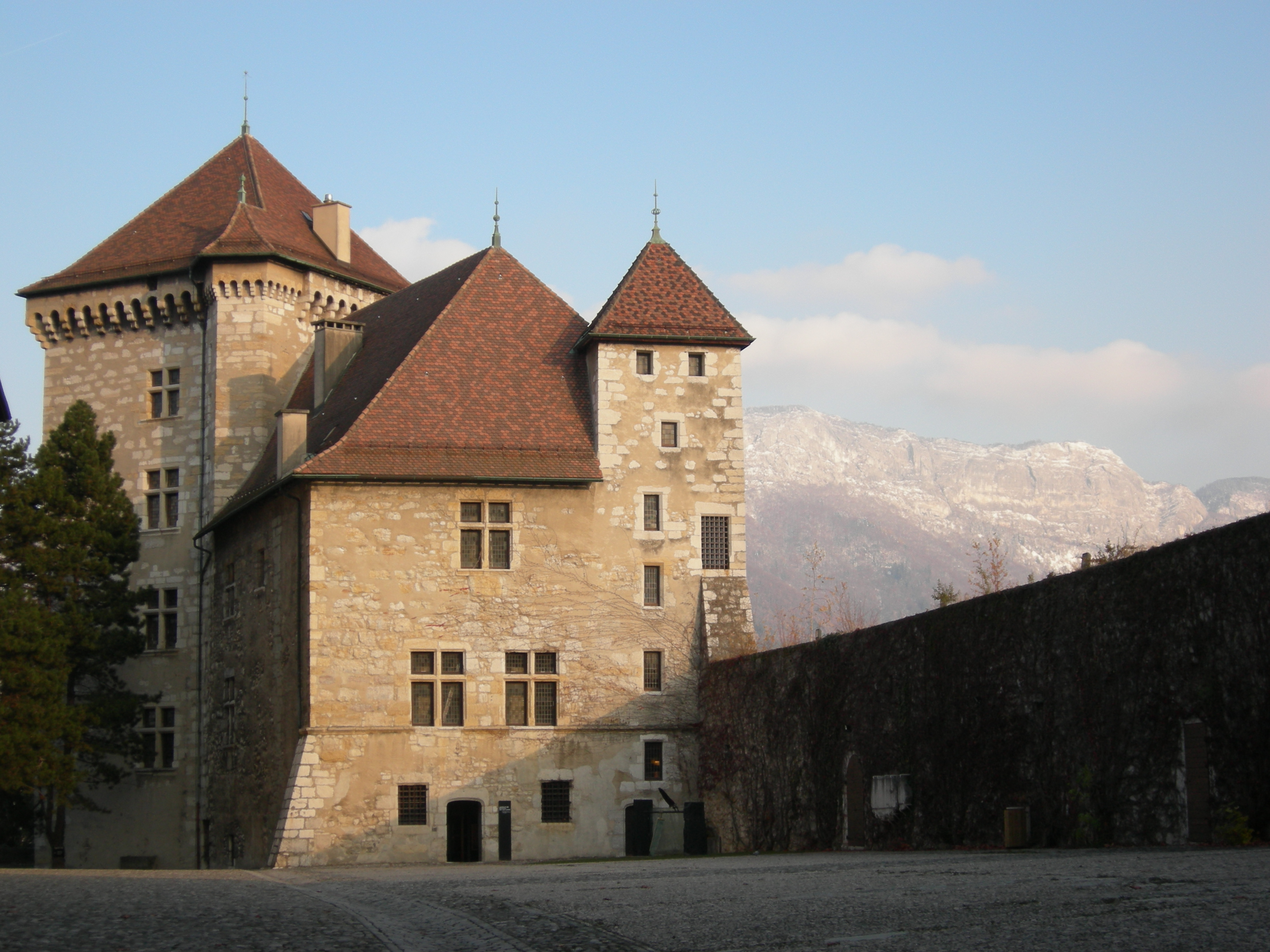
안시성

안시성(프랑스어: Château d'Annecy)은 프랑스 오베르뉴론알프 오트사부아주 안시에 있는 복원된 성이다. 제네바 백작의 거주지였던 안시성은 1953년부터 도시 소유가 되었으며 이를 복원하여 박물관(Musée-château d'Annecy)으로 개관했다. 이 성은 1959년부터 프랑스 문화부에 의해 역사기념물로 등록되어 있다.